# Make-up Awards
De Make-up Awards zijn Nederlandse prijzen die sinds 1997 jaarlijks worden uitgereikt onder visagisten en wordt georganiseerd door de Stichting Foundation. De Stichting Foundation heeft o.a. het doel om de kwaliteit van het vak visagie te stimuleren. Het organiseren van de jaarlijkse Make-up Awards is een van de uitingen. 
Deelnemende visagisten sturen aan de hand van een thema een foto met hun creatie op. Uit de inzendingen worden de beste creaties genomineerd. Tijdens de finale strijden de finalisten om de prijs. Vervolgens vindt op het podium de presentatie plaats aan de vakjury, die de winnaar kiest. 

## Winnaars Make-up Award
- 2007: Maaike Beijer (thema 'Beauty'), Nicole Post (thema 'Vrij Werk')
- 2008: Hanane Naji (thema 'Beauty'), Petra Josso (thema 'Vrij Werk')
- 2009: Angélique Stapelbroek (thema 'Beauty'), Linda Blauw (thema 'Harajuku girl')
- 2010: Hanae Al Hadji (thema 'Ethnic Beauty')
- 2011: Anna Wojnarowska (thema 'Retro Vintage Fashion Make-up')
- 2012: Martina Kato (thema 'Catwalk Make-up')
- 2013: Juliette den Ouden (thema 'Future Galaxy')
- 2014: Kimberly van Hoorn (thema 'Art of the Century')
- 2015: Leon Hajenius (thema 'Colorful World')
- 2016: Bahar Yildirim (thema 'Make(-up) your Move!')

Naast de wedstrijd om de Make-up Award, organiseert de Stichting Foundation ook 2 scholenwedstrijden: De Talent Award en de Student Award. 